# Presó de Lao Bao
La presó de Lao Bao és una presó situada a Lao Bao, Quang Tri, a 22 km de Khe Sanh, al poble de Duy Tan, comuna de Tân Thành, districte de Huong Hoa, a l'oest és el riu de Sepon, a l'est és l'alta muntanya. La presó va ser construïda el 1908 pels francesos en una àrea de prop de 10 hectàrees, completament aïllat de les àrees poblades.
La presó va ser una de les 5 grans presons de la Indoxina francesa en aquest moment. La presó va ser construïda per a presos polítics. La presó tenia inicialment la cèl·lula A i B de cèl·lules, incloent-hi dos blocs de cel fetes de bambú, parets de terra, 15m 4m de llarg alt, 5 metres d'ample. Només hi havia una sortida i entrada una, el que solia ser fosc per dins. Des 1931-1932, els colons francesos van construir dos nous habitatges A i B. Les noves cases havia mur de pedra, terra de ciment.
Avui en dia, aquesta presó es classifica com un lloc històric especial pel govern vietnamita.